# Hazan
Hazan (în ebraică חַזָּן), cantor, in idiș - házen, în ladino - hazan sau hasan) este un slujitor al cultului iudaic sau mozaic care conduce intonarea binecuvântarilor, rugăciunilor și a cântecelor liturgice în timpul serviciului religios.
Inițial era unul din credincioși responsabil de buna desfășurare a serviciului divin, și se mai numește shliakh tzibur - „trimisul publicului”. În epoca gheonimilor rolul sau s-a extins, devenind practic cel de oficiant al rugăciunii, echivalent cu cantorul din liturghia creștină. El stăpânește bine cantilația sau recitarea liturgică a textelor biblice ebraice precum și arta muzicală a cântării. (canto).
Comunitatea îl angajează ori permanent, ori pe un an, sau numai cu ocazia marilor sărbători iudaice de toamnă - Rosh Hashana, Iom Kipur, și Sukot.
Conceptul de cantor profesionist retribuit nu a existat în traditia iudaică veche și nu este menționat în izvoarele rabinice. Rugăciunile din liturgia iudaică se află într-o carte de rugăciuni numită sidur, iar de sărbători - uneori într-o carte de rugăciuni numită mahzor. Cântări liturgice suplimentare numite zemirot sau piutim sunt publicate în cărți sau broșuri suplimentare.     